# When Ladies Meet (1933)
When Ladies Meet ist eine US-amerikanische Filmkomödie mit Ann Harding und Robert Montgomery aus dem Jahr 1933 unter der Regie von Harry Beaumont. Als Vorlage diente ein Theaterstück von Rachel Crothers, das noch einmal 1941 verfilmt werden sollte.

## Handlung
Der Journalist Jimmy Lee ist seit langem in die bekannte Autorin Mary Howard verliebt. Auf einem Empfang, den die wohlhabende, leicht überdrehte Society-Lady Bridget Drake gibt, macht er ihr spontan einen Heiratsantrag. Zu seiner Überraschung lehnt es Mary mit gefasster Miene ab, seine Frau zu werden. Sie hat sich in ihren Verleger Rogers Woodruff verliebt, der ihr ebenfalls Avancen macht. Dessen freundliche und wohlerzogene Ehefrau Claire ahnt derweil nichts von der Affäre. Jimmy, der Mary unbedingt für sich gewinnen will, fädelt eine Intrige ein, indem er nicht nur sich selbst, sondern auch Claire heimlich auf die Gästeliste von Bridget Drake setzen lässt, als diese ein glanzvolles Wochenendtreffen auf dem Lande veranstaltet.
Während Jimmy mit Claire flirtet, ahnt diese auch weiterhin nicht, welches Geheimnis ihren Mann mit der kultivierten und zuvorkommenden Mary verbindet. Jimmy und Claire kommen schließlich überein, zum Schein ein Verhältnis zu beginnen, um Mary eifersüchtig zu machen. Da Mary nicht weiß, dass es sich bei Claire um die Frau von Rogers handelt, gesteht sie ihr eines Abends, dass sie in einen verheirateten Mann verliebt ist. Als auch Rogers am Ort des Geschehens eintrifft, erfährt Claire schließlich doch von der Affäre ihres Gatten. Es folgt eine dramatische Auseinandersetzung, woraufhin sich Claire entschließt, Rogers zu verlassen. Nachdem sie mit einem Taxi davonfährt, reist ihr Rogers reuevoll hinterher. Tief bewegt und peinlich berührt erkennt Mary, wie aussichtslos ihre Liebe zu Rogers ist. Sie gibt ihn auf und akzeptiert den Antrag von Jimmy.

## Hintergrund
Ann Harding war 1929 nach Hollywood gekommen, wo sie einen gutdotierten Vertrag mit der Filmgesellschaft Pathé Exchange, Inc. unterschrieb. Innerhalb weniger Monate war sie bereits zu einem der Topstars des Tonfilms aufgestiegen und 1930 schließlich sogar für einen Oscar als Beste Darstellerin für ihren Auftritt in Holiday nominiert worden. Mit der Übernahme von Pathé durch die neugegründete Gesellschaft RKO Pictures Ende 1930 begann ihre Karriere jedoch rasch zu schwinden. Ständige Streitereien um geeignete Drehbücher, Fehlentscheidungen und zunehmende interne Konkurrenz durch neue Stars wie Katharine Hepburn und Irene Dunne führten zu einer anhaltenden Krise. Seit 1931 hatte keiner ihrer Filme mehr einen Profit eingespielt. Ende 1932 unterschrieb Harding einen Vertrag über drei Filme bei MGM in der Hoffnung, dort auf bessere Drehbücher und professionellere Arbeitsbedingungen zu treffen. Als erstes Projekt wurde die Adaption von When Ladies Meet in Angriff genommen. Der Film basiert auf dem gleichnamigen Theaterstück von Rachel Crothers, das es in der Wintersaison 1932/33 am Broadway auf 173 Aufführungen brachte, bei denen Spring Byington wie im Film die Rolle der Bridget Drake spielte. MGM verfilmte den Stoff 1941 erneut unter dem Titel When Ladies Meet, diesmals mit der Starbesetzung von Joan Crawford, Greer Garson, Robert Taylor und Herbert Marshall. Die Besetzung sah zunächst Kay Francis in der Rolle der Claire und Harding als Mary vor, ehe Francis durch Myrna Loy ersetzt wurde und Harding sich für die Rolle der langleidenden Ehefrau entschied. Loy und Harding hatten bereits ein Jahr vorher zusammen an The Animal Kingdom gearbeitet. Myrna Loy charakterisierte ihren Co-Star später als sehr wohlerzogen, aber auch reserviert und zurückhaltend. Persönliche Gespräche habe es mit Harding nie gegeben. Diese Einschätzung wurde von vielen von Hardings Kollegen geteilt.
Während der Dreharbeiten kam es zu einem Zwischenfall, als der Bühnenautor George Bernhard Shaw am 28. März 1933 das Set besuchte und durch einige unfreundliche Bemerkungen Ann Harding so zum Weinen brachte, dass diese in ihre Garderobe flüchten musste. Einige Tage später, auf die Vorkommnisse angesprochen und ob sie künftig Rollen in Shaw-Stücken meiden würde, meinte Harding, die für ihre offene Art bekannt war:

„Das Unglück [von Shaw], sich selber überlebt zu haben, beeinträchtigt den Wert seiner früheren und brillanten Arbeit nicht im geringsten.“

1937 feierte Harding dann mit ihrem Auftritt in Shaws Candida einen ihrer größten Bühnenerfolge.

## Auszeichnungen
When Ladies Meet erhielt bei der Oscarverleihung 1934 eine Nominierung in der Kategorie
- Bestes Szenenbild (Cedric Gibbons)

## Kritik
Die meisten Kritiken waren wohlwollend und lobten besonders das nuancierte Spiel von Ann Harding.
Photoplay, eines der bekanntesten Filmjournale der Zeit war regelrecht begeistert:

„Ann Hardings gelassene und herzzerreissende Zurechtweisung ihres Ehemanns ist meisterhaft und Myrna Loy hat noch niemals vorher so exzellent einen Charakter auf die Leinwand gebracht.“